# Комітет національної безпеки Казахстану
Комітет національної безпеки Республіки Казахстан (КНБ РК) (каз. Қазақстан Республикасы Ұлттық Қауіпсіздік Комитеті) — спеціальний державний орган, безпосередньо підлеглий народу Казахстану в особі його обраних представників і підзвітний Президенту (верховному головнокомандувачу) Республіки Казахстан, є складовою частиною системи забезпечення безпеки та суверенітету Республіки Казахстан.
Основні завдання:
1. Участь у розробці та реалізації державної політики в галузі забезпечення безпеки особистості, суспільства і держави;
2. Добування розвідувальної інформації в інтересах Республіки Казахстан;
3. Виявлення, попередження і припинення розвідувальної та іншої спрямованої на нанесення шкоди безпеці Республіки Казахстан діяльності спеціальних служб і організацій іноземних держав, а також окремих осіб;
4. Виявлення, попередження і припинення тероризму та іншої діяльності, спрямованої на насильницьку зміну конституційного ладу, порушення цілісності та підрив безпеки Республіки Казахстан;
5. Виявлення, попередження, розкриття і розслідування злочинів, віднесених законодавством до відання органів національної безпеки;
6. Забезпечення Президента Республіки Казахстан, державних органів, збройних сил, інших військ і військових формувань країни урядовим зв'язком у мирний і воєнний час;
7. Організація шифрувальної роботи в державних органах, організаціях і військових формуваннях Республіки Казахстан;
8. Забезпечення охорони та захисту державного кордону Республіки Казахстан.

## Структура
- структурні підрозділи та відомства КНБ РК
- територіальні підрозділи
- Прикордонна служба КНБ Казахстану[ru]
- підрозділи спеціального призначення, науково-дослідні та навчальні заклади.

Очолює КНБ Казахстану Голова, який призначається на посаду Президентом Республіки за згодою Сенату парламенту Республіки і звільняється Президентом Республіки з посади.

## Історія
1991 року, після проголошення Декларації про державний суверенітет Республіки Казахстан, 19 грудня  було підписано постанову Кабінету Міністрів № 788 «Про Комітет державної безпеки Республіки Казахстан», у якому йшлося про створення замість союзно-республіканського органу КДБ СРСР, як неправомірної структури, Комітету державної безпеки Республіки Казахстан.
20 червня 1992 постановою Верховної Ради РК набув чинності підписаний Президентом Республіки Казахстан закон «Про органи національної безпеки Республіки Казахстан».
13 липня 1992 Президент Республіки Казахстан Нурсултан Абішович Назарбаєв підписав Указ про перетворення КДБ РК на Комітет національної безпеки Республіки Казахстан. Цей день вважається днем народження КНБ і щорічно відзначається його працівниками.

## Діяльність щодо попередження загроз
Згідно з новою військово-політичною доктриною прийнятою 2007 року, основне завдання КНБ і служби зовнішньої розвідки включно полягає у боротьбі з такими потенційними загрозами:
- зовнішні загрози:
  - припинення будь-якої явної чи прихованої збройної агресії будь-якого суміжної або віддаленої держави проти Республіки Казахстан і її громадян;
  - моніторинг і (або) припинення наявності поблизу кордонів Казахстану вогнищ збройних конфліктів або загрози їх виникнення;
  - здійснення окремими державами програм по створенню зброї масового ураження будь-якого типу і засобів її доставки;
  - моніторинг і (або) припинення діяльності міжнародних радикальних угруповань, посилення позицій екстремізму в суміжних країнах (в тому числі російських неофашистів і скінхедів);
- внутрішні загрози:
  - припинення створення і функціонування екстремістських рухів, що зазіхають на єдність і територіальну цілісність Республіки Казахстан, внутрішньополітичну стабільність в країні;
  - припинення створення, оснащення, підготовки та функціонування незаконних збройних формувань;
  - припинення незаконного розповсюдження на території країни зброї, боєприпасів, вибухових та інших речовин, які можуть бути використані для диверсій, терористичних актів, інших протиправних дій;
  - ліквідація організованої злочинності, контрабанди та інших протизаконних діянь в масштабах, що загрожують економічній і політичній стабільності.[3]

## Голови КНБ
1. Бакаєнов Булат Абдрахманович[ru] — з жовтня 1991 до грудня 1993
2. Токпакбаєв Сат Бесимбаєвич[ru] — з грудня 1993 до листопада 1995
3. Джуманбеков Дженісбек Мухамедкарімович[ru] — з листопада 1995 до травня 1997
4. Мусаєв Альнур Альжапарович[ru] — з травня 1997 до вересня 1998
5. Абикаєв Нуртай Абикайович — з вересня 1998 до серпня 1999
6. Мусаєв Альнур Альжапарович[ru] — з серпня 1999 до травня 2001
7. Тажин Марат Муханбетказієвич — з травня до грудня 2001
8. Дутбаєв Нартай Нуртаєв[ru] — з грудня 2001 до лютого 2006
9. Шабдарбаєв Амангельди Смагулович[ru] — з березня 2006 до грудня 2009
10. Шаяхметов Аділь Шаяхметович[ru] — з грудня 2009 до серпня 2010
11. Абикаєв Нуртай Абикайович — з 23 серпня 2010 до грудня 2015
12. Жумаканов Володимир Зейноллович[ru] — з 25 грудня 2015[4] до 8 вересня 2016
13. Масімов Карім Кажимканович — з 8 вересня 2016 до 5 січня 2022
14. Сагімбаєв Єрмек Алдабергенович — з 5 січня 2022[5]

## Критика
Звинувачується опозиціонерами в організації ескадронів смерті. Також в зв'язку зі скандалом навколо вбивства Алтинбека Сарсенбайули у відставку подали керівники Комітету національної безпеки Казахстану — голова КНБ Нартай Дутбаєв і два його заступника — Володимир Божко і Кози-Корпеш Карбузов, і також командир загону спецпризначення «Аристан» при КНБ Сержан Койбаков. Це сталося після того як казахстанські інформаційні агентства повідомили, що в усуненні Сарсенбаєва брали участь чинні співробітники КНБ.